# 乌来石山桃
乌来石山桃（学名：Pholidota cantonensis），又称细叶石仙桃，为兰科石山桃属下的一个种。
为多年生附生草本，花期为六月至十二月。多生长于湿润地区，分布于浙江、江西、福建、湖南、广东、广西、台湾等地区。用于主治肺热咳嗽、高热等疾病，具有清热凉血的中药药性。